# Barrow Street
Barrow Street – wieś w Anglii, w hrabstwie Wiltshire. Leży 31 km na zachód od miasta Salisbury i 155 km na zachód od Londynu.